# Gosling
Gosling és un grup de rock alternatiu, abans conegut com a Loudermilk.

## Loudermilk
El 1995, els amics Davey Ingersoll, Mark Watrous, Shane Middleton i Isaac Carpenter van formar el quartet de rock dur Loudermilk al Tri-Cities de Washington DC. Després de tres anys, van llançar el seu propi àlbum, Man With Gun Kills Three!. American Recordings va sentir un demo seva i, posteriorment les grans discogràfiques van parar-los atenció però després de viatjar amb bandes com Mötley Crue i Megadeth van caure de la discogràfica. DreamWorks Documents els va acollir a principis del 2002. Mesos més tard, van gravar i van llançar el seu primer àlbum oficial The Red Record.

### Gosling
El 2004 va ser un any de canvis per Loudermilk. Modificant l'estil, passant del rock dur al rock alternatiu i canviant el nom pel de Gosling. Van llançar la Gosling PE el 2004. Es va signar un acord amb V2 Records per enregistrar Here Is..., el seu primer àlbum de llarga durada com a Gosling.

## Membres del grup
- Davey Ingersoll - veu, guitarra
- Mark Watrous - Guitarra, Teclat, veu
- Shane Middleton - Bass Guitar
- Isaac Carpenter - bateria, veu

## Discografia

### Àlbums
- Man With Gun Kills Three! (1998)
- The Red Record (8 d'octubre de 2002)
- Here Is... (22 d'agost de 2006)

### EPs
- The Red Record (8 d'octubre de 2002)
- Gosling EP
- Here Is... (22 d'agost de 2006)

### Videografia
- "Mr. Skeleton Wings" (2006)
- "Stealing Stars" (2006)